# 2021年12月逝世人物列表
2021年逝世人物列表：1月 - 2月 - 3月 - 4月 - 5月 - 6月 - 7月 - 8月 - 9月 - 10月 - 11月 - 12月
2021年12月逝世人物列表，是用于汇总2021年12月期间逝世人物的列表。

## 依日期排序

### 31日
- 蔡頭，本名蔡斯文，71歲，臺灣藝人，演員、主持人、舞蹈老師，肝癌病逝。[1]
- 龙志毅，92岁，中国政治人物，作家。[2]
- 贝蒂·怀特（英語：Betty White），99岁，美国女演员。[3]
- 朱康，104岁，中国政治人物，原轻工业部设计院院长，第三届全国人大代表。[4]

### 30日
- 谷本盛雄（日語：谷本 盛雄），61歲，日本人，12月17日大阪精神科診所縱火案嫌犯。[5]
- 薩姆·鍾斯（英語：Samuel Jones），88歲，美國職業籃球運動員，在效力波士頓塞爾特人隊12個球季獲得10次總冠軍，1984年入選了奈史密夫名人堂。[6]

### 29日
- 艾哈迈德·达哈姆（英语：Ahmed Daham），56岁，伊拉克足球运动员，死於心脏病。[7]
- 余國芳，78歲，臺灣翻譯家，曾任皇冠出版社主編。[8]
- 姜宝林，95岁，中国相声演员、马三立徒弟，病逝。[9]
- 威廉·蒙克利夫（英语：William Moncrief），101歲，美國企業人物，德克薩斯州蒙克里夫石油公司創辦人。[10]

### 28日
- 雨果·马拉多纳（西班牙語：Hugo Hernán Maradona），52岁，阿根廷退役足球运动员，传奇球星迭戈·马拉多纳的胞弟，死於心脏病。[11]
- 梁偉成，61歲，香港商人，愛高集團董事會主席兼行政總裁，墮樓身亡。[12]
- 曹征路，72岁，中国作家，深圳大学师范学院中文系教授，“底层文学”代表人物。[13]
- 哈利·瑞德（英語：Harry Reid），82歲，美國政治人物，前參議員。死於胰臟癌。[14]
- 约翰·麦登（英语：John Madden），85歲，前美國職業美式足球運動員，職業美式足球聯盟名人堂教頭。[15]
- 王凌雲，86歲，中國歷史學者，北京學運人士王丹母親，死於突发脑出血。[16]
- 曹镜鉴，86岁，中国足球裁判。[17]
- 尹铭铮，91岁，中国临床检验专家，原秦皇岛市第三医院检验科主任，河北省黄埔军校同学会会长。[18]

### 27日
- 安德烈亚斯·贝姆（德語：Andreas Behm），59岁，德国举重运动员。[19]
- 柯莉·休姆（英語：Keri Hulme），74岁，新西兰作家，布克奖得主（1985年）。[20]
- 周慧珺，82岁，中国书法家。[21]

### 26日
- 尚-馬克·瓦利（法語：Jean-Marc Vallée），58歲，加拿大電影導演、編劇、製片和剪輯師，代表作《达拉斯买家俱乐部》。[22]
- 巴克利·韦德（英語：Barclay Wade），77岁，澳大利亚赛艇运动员。[23]
- 潘峇厘（英语：Phua Bah Lee），89歲，新加坡政治人物，曾任国会议员、交通部政务次长、国防部高级政务次长、战备军人协会第一任主席等職。[24]
- 戴斯蒙·屠圖（英語：Desmond Mpilo Tutu），90歲，南非宗教人士，聖公會開普敦教區榮休大主教。[25]
- 井川成正，91歲，日本政治人物。前山口縣下松市市長。死於心臟衰竭。[26]
- 卡羅洛斯·帕普利亞斯（希臘語：Κάρολος Παπούλιας），92歲，希臘政治人物，前總統（2005年-2015年）。[27]
- 艾德華·威爾森（英語：Edward Wilson），92歲，美國博物學家。[28]

### 25日
- 理查德·马辛克（英語：Richard Marcinko），81歲，美國退役軍人，創建美國知名的海軍三棲特戰隊第六分隊（海豹六隊）。[29]
- 史景迁（英語：Jonathan Dermot Spence），85岁，美国汉学家、历史学家。[30]
- 邢炳彩，93岁，中国政治人物，青海省妇联原主任。[31]
- 伟恩·第伯（英語：Wayne Thiebaud），101岁，美国画家，波普艺术代表人物。[32]

### 24日
- 何塞·比列加斯（西班牙語：José Villegas），87岁，墨西哥足球运动员。[33]
- 翁丁贤，88歲，新加坡前篮球運動員，国手、篮球国家队教练，病逝。[34]
- 张成功，64岁，中华人民共和国死刑犯，因犯强奸罪、投机倒把罪、流氓罪、故意损毁文物罪被判处注射死刑。[35]

### 23日
- 曾春亮，45岁，中华人民共和国死刑犯、2020年江西乐安杀人案凶犯。被判注射死刑。[36]
- 贝尼托·里戈尼（義大利語：Benito Rigoni），85岁，意大利男子雪车运动员。[37]
- 瓊·蒂蒂安（英語：Joan Didion），87歲，美國女小說家、傳記作家、散文家。死於柏金遜症併發症。[38]

### 22日
- 高中兴，78岁，中国人民解放军中将，原北京军区副司令员、三十八集团军军长。[39]
- 马二章，87岁，中国河南曲剧表演艺术家。[40]

### 21日
- 吴远之，55岁，中国企业家，云南大益茶业集团董事长兼总裁、云南大益爱心基金会理事长，死于突发脑溢血。[41]
- 杨基明，62岁，中国空气动力学专家，中国科学技术大学教授。[42]
- 奥斯曼沙比安，69岁，马来西亚政治人物，柔佛州务大臣（2018年–2019年）。[43]
- 邹节明，80岁，中国企业家，桂林三金药业股份有限公司董事长，病逝。[44]
- 陈念念，80岁，中国工程院院士，核材料与核燃料专家、中国核工业集团核工业理化工程院原院长，病逝。[45]
- 卡萊爾·格林（英語：Carlyle Glean），89岁，格林纳达政治人物，总督（2008年–2013年）。[46]
- 日本死刑犯死刑執行[47]：
  - 藤城康孝（日語：藤城 康孝），65歲，2004年8月2日凌晨三時許，在兵庫縣加古川市西神吉町殺害一家七死一重傷之滅門血案。
  - 高根澤智明（日語：高根沢 智明），54歲，2003年2月23日凌晨與小野川光紀在群馬縣伊勢崎市殺害一名栢青哥店員並棄屍於埼玉縣行田市福川河中，兩人並盜取店內約300萬日元現金。
  - 小野川光紀（日語：小野川 光紀），44歲，高根澤智明的共犯。

### 20日
- 朱宗泰，61歲，中華民國警官，中央警察大學正科49期刑事系畢業，任雲林縣警察局長，死於食道癌。[48]
- 朱塞佩·加兰特（義大利語：Giuseppe Galante），84岁，意大利赛艇运动员。[49]
- 陈汉元，85岁，中国传媒人物，中国中央电视台原总编辑、原副台长，曾主导制作纪录片《话说长江》，病逝。[50]
- 伊日·恰德克（捷克語：Jiří Čadek），86岁，捷克足球运动员。[51]
- 高兴民，93岁，中国人民解放军退役中将，原副大军区级将领，曾任中国人民解放军空军副政委兼纪委书记，病逝。[52]

### 19日
- 卡洛斯·馬林（西班牙語：Carlos Marín），53歲，西班牙男中音歌手，英國組合美聲男伶（IL DIVO）成員。死於COVID-19。[53]
- 吳遠之，55岁，中國企業家，雲南大益茶業集團董事長、總裁，雲南大益愛心基金會理事長。[54]
- 朱瑞平，59岁，中国汉语国际教育学者，北京师范大学教授。[55]
- 卡丽·格雷夫斯（英語：Carie Graves），68岁，美国赛艇运动员。[56]
- 強尼·艾薩克森（英語：Johnny Isakson），76歲，美國政治人物，前共和黨聯邦參議員及眾議員。[57]
- 罗伯特·格拉布（英語：Robert H. Grubbs），79岁，美国化学家，诺贝尔化学奖得主（2005年）。[58]

### 18日
- 神田沙也加（日語：神田 沙也加），35歲，日本演員、歌手、聲優，墜樓身亡。[59]
- 解直錕，61歲，中國企業家，中植企業集團創辦人，因心臟病身亡。[60]
- 刘辉，61岁，中国画家、词作家、诗人，死於胰腺癌。[61]
- 何華仁，63歲，台灣鳥類版畫家。[62]
- 飯塚繁雄（日语：飯塚繁雄），83歲，日本人，北朝鮮綁架被害者家族聯絡會前代表。被綁架者田口八重子的胞兄。[63]
- 拉吉斯拉夫·法尔塔（捷克語：Ladislav Falta），85岁，捷克射击运动员。[64]
- 理察·羅傑斯（英語：Richard George Rogers），88歲，英國建築師。[65]

### 17日
- 西澤弘太郎（日語：西澤 弘太郎），49歲，日本精神科醫師，西梅田身心診所院長，因大楼火灾身亡。[66][67]
- 卡洛斯·特哈達（英語：Carlos Tejada），49歲，美國記者，《紐約時報》亞洲副主任編輯，因心臟病於首爾病逝。[68]
- 陳松勇，80歲，臺灣演員、第26屆金馬獎最佳男主角，病逝。[69]
- 徐国兴，88岁，中国新闻学者，中国人民大学新闻学院教授。[70]

### 16日
- 特雷弗·平奇（英語：Trevor Pinch），69岁，英国社会学家，康奈尔大学教授。[71]
- 李忠，85岁，中国数学家，北京大学数学系主任（1987年-1991年）。[72]
- 伊夫·德雷富斯（英語：Yves Dreyfus），90岁，法国击剑运动员。[73]
- 曼努埃尔·塞科（西班牙語：Manuel Seco），93岁，西班牙语言学家。[74]
- 何鴻卿（英語：Joseph Edward Hotung），94歲，香港知名慈善家、藝術收藏家及企業家。[75]
- 露西娅·西里亚特（西班牙語：Lucía Hiriart），98歲，智利前總統、軍事獨裁者奥古斯托·皮诺契特的夫人。[76]
- 斯特凡纳·邦迪埃尔（法語：Stéphane Bonduel），102岁，法国政治人物，参议院议员（1980年–1989年）。[77]
- 阿丽米罕·色依提，135岁（有争议），中国超级人瑞，中国十大寿星榜首、世界最长寿老人。[78]

### 15日
- 弗雷德里克·西尼斯特拉（法語：Frédéric Sinistra），41岁，比利时踢拳冠军。[79]
- 貝爾·胡克斯（英語：Bell Hooks），67歲，美國作家、教授、女權主義者和活動家。[80]
- 王松岩，85岁，中国政治人物，哈尔滨市公安局原局长。[81]
- 维克托·莫罗·罗德里格斯（西班牙語：Víctor Moro Rodríguez），95岁，西班牙政治人物，众议院议员（1977年–1979年）。[82]
- 李溪溥，99歲，中國政治人物，陝西省第七屆人民代表大會常務委員會主任、黨組書記。[83]
- 徐亚球，100岁，中国政治人物，安徽医科大学原党委副书记。[84]
- 金英柱（韓語：김영주），101歲，朝鮮政治人物，前最高人民會議常任委員會名譽副委員長，前國家副主席、政務院副總理，建國領導人金日成胞弟（讣闻公布日期）。[85]
- 谈立人，105岁，中国政治人物，曾任辽宁省人民政府副省长兼经委主任。[86]

### 14日
- 米路高斯·瑞茲克（英语：Miłogost Reczek），60歲，波蘭配音員。[87]
- 高登平，79岁，中国政治人物，德州市人大常委会原副主任。[88]
- 李昌琪，88岁，中国政治人物，黔西南州人大常委会原主任。[89]

### 13日
- 丛志鸿，47岁，中国政治人物，中共朝阳市委政法委副书记，坠楼身亡。[90]
- 江淑惠，62歲，台灣企業人物，鈞霈國際公關顧問有限公司創辦人，死於膽管癌。[91]
- 黃健華，67歲，臺灣工程師、企業家，熱昇華印像機大廠誠研科技董事長。[92]
- 黄莘南，86岁，中国建筑学家，深圳大学教授。[93]
- 列昂尼德·沙拉耶夫（烏克蘭語：Леонід Шараєв），86岁，苏联及乌克兰政治人物，乌克兰共产党尼古拉耶夫州委员会第一书记（1980年-1990年）。[94]
- 王学珍，95岁，中国政治人物，北京大学党委书记（1984年-1990年）。[95]

### 12日
- 八杉將司（日语：八杉将司），49歲，日本科幻小說家，疑為自殺身亡。[96]
- 涂們，61歲，中國演員，金马奖最佳男主角（2017年）。死於食道癌。[97]
- 陳乃霓（英语：Nai-Ni Chen），62歲，台裔美籍舞蹈家，推定為溺斃身亡。[98]
- 约翰·F·霍利（英語：John F. Hawley），63岁，美国天体物理学家。[99]
- 保莱阿斯·马塔内（英語：Paulias Matane），90岁，巴布亚新几内亚政治人物，前总督（2004年-2010年）。[100]
- 曾重郎，92岁，中国政治人物，曾任湖北省政协副主席。[101]

### 11日
- 毛星云，30岁，中国游戏开发者，天美F1工作室引擎开发组组长，因抑郁症跳楼自杀。[102]
- 趙美光，59岁，中國企業家，赤峰吉隆黃金礦業股份有限公司實際控制人。[103]
- 安妮·莱斯（英語：Anne Rice），80歲，美國作家，代表作《夜訪吸血鬼》。[104]
- 李良雄，82歲，臺灣神經外科醫師，曾任臺北榮民總醫院院長。[105]
- 曼努埃尔·桑塔纳（西班牙語：Manuel Santana），83歲，西班牙網球健將。[106]
- 平田弘史（日语：平田弘史），84歲，日本漫畫家，代表作《薩摩吉士登》。[107]
- 玉素甫·穆罕默德，86岁，中国政治人物，新疆维吾尔自治区人大常委会原副主任。[108]
- 丰一吟，92岁，中国画家、翻译学家，画家丰子恺的小女儿。[109]
- 維拉·基斯提亞科斯基（英語：Vera Kistiakowsky）, 93岁，美国物理学家。[110]
- 艾德·盖达（英語：Ed Gayda），94岁，美国篮球运动员。[111]
- 曾仲影，99歲，台灣電影配樂、歌仔戲編曲作曲家。[112]

### 10日
- 向慧，44岁，中华人民共和国死刑犯，湖南高院法官周春梅遇害案罪犯。因犯故意杀人罪被湖南省长沙市中级人民法院判处死刑，执行枪决。[113]
- 陈川松，67岁，中国政治人物，深圳交响乐团团长（1998年-2015年）。[114]
- 瑪莉亞·葛莫利（英語：Maria Gomori），101岁，匈牙利裔加拿大心理学家。[115]

### 9日
- 蔡政達，40岁，臺灣金融界人士，玉山金控品牌長、猝逝。[116]
- 罗伯特·杰维斯（英語：Robert Jervis），81岁，美国政治学家，美国政治学会前主席。[117]
- 洪流，87歲，台灣演員。[118]
- 徐迈，91岁，中国政治人物，中国人民公安大学党委原书记兼公安部管理干部学院党委书记、正局级退休干部，病逝。[119]
- 里娜·韋特繆勒（義大利語：Lina Wertmüller），93岁，意大利电影导演、编剧。[120]

### 8日
- 阿尔弗雷多·莫雷诺（西班牙語：Alfredo Moreno），41岁，阿根廷足球运动员。死於肠癌。[121]
- 拿斯·贺治（丹麥語：Lars Høgh），62岁，丹麦足球运动员，前国家队守门员。[122]
- 比平·拉瓦特（英語：Bipin Rawat），63歲，印度陸軍軍人，軍階上將，參謀長委員會主席（2019年）、國防參謀長（2020年起）、陸軍參謀長（2016年–2019年），死於飛機失事（英语：2021 Indian Air Force Mil Mi-17 crash）。[123]
- 蘇珊娜·樋口（西班牙語：Susana Higuchi），71岁，秘鲁日裔政治人物，秘鲁前总统阿尔韦托·藤森前妻。[124]
- 安杰伊·杰林斯基（波蘭語：Andrzej Zieliński），85岁，波兰田径运动员。[125]
- 古谷三敏（日語：古谷 三敏），85岁，日本漫畫家。[126]
- 王子武，85岁，中国画家。[127]
- 王尧堃（英語：Wong Yew Kwan），89岁，新加坡政治人物，第一任公园与康乐署署长，新加坡绿化工作的先驱。[128]
- 竹內一夫（日語：竹內 一夫），98歲，日本醫師，前杏林大學醫學部教授，名譽校長，前虎之門醫院腦神經外科科長，創下腦死判定基準「竹內基準」，1991年獲得紫綬褒章。[129]

### 7日
- 刘自强，76岁，中国法语文学翻译家，北京大学外国语学院教授。[130]
- 吴祖谋，95岁，中国法学家，河南大学教授。[131]
- 穆斯塔法·本·哈利姆（阿拉伯語：مصطفى احمد بن حليم），100岁，利比亚政治人物，前总理（1954年-1957年）。[132]
- 加藤円住（日语：他阿真円），102岁，日本政治人物，岡崎市議會議員（1967年-1984年）。[133]

### 6日
- 杜達雄，66歲，台灣唱片封套設計師、人體攝影師，死於惡性神經內分泌腫瘤。[134]
- 上村雅之（日語：上村 雅之），78歲，日本工程師與遊戲設計者，曾參與開發紅白機與超級任天堂。[135]
- 科勒·伊萨赫森·维洛克（挪威語：Kåre Isaachsen Willoch），93岁，挪威政治人物，前首相（1981年-1986年）。[136]
- 奧阿哈·伊爾基夫（烏克蘭語：Ольга Ільків），101岁，乌克兰作家、诗人。[137]

### 5日
- 刘钦，58岁，中国配音员、配音导演，代表作《功夫熊猫》、《冰川时代4》等。[138]
- 陈凯泽，68歲，马来西亚名医、肝脏移植权威，死于心脏病发。[139]
- 陈华淑，83歲，新加坡作家，死于耳癌引发的脑中风。[140]
- 李志舆，85岁，中国男演员，上海戏剧学院表演系退休教授，病逝。[141]
- 宋基淑（朝鲜语：송기숙），86歲，韓國小說家。[142]
- 蔡仁山，90歲，中國政治軍事人物。原濟南軍區副政治委員兼紀律檢查委員會書記。曾任全國人大代表及其屬下委員會委員。[143]
- 雅克·蒂茨（法語：Jacques Tits），91岁，法国数学家，沃尔夫数学奖（1993年）及阿贝尔奖（2008年）得主。[144]
- 鮑勃·杜爾（英語：Bob Dole），98歲，美國律師、政治人物，曾任聯邦參議員及眾議員。[145][146]

### 4日
- 申政沅（朝鲜语：신정원），47歲，南韓電影導演，急性敗血症，《時失兩公里》為其處女作。[147]
- 維諾德·杜阿（英语：Vinod Dua），67岁，印度记者。[148]
- 沙巴鲁丁仄，79岁，马来西亚政治人物，国会议员（1982年-1999年）。[149]
- 郁宏达，83岁，中国书法家，南京艺术学院原副院长。[150]
- 鲍里斯·米斯尼克（俄語：Борис Мисник），83岁，俄罗斯政治人物，国家杜马议员（1995年–2000年）。[151]
- 吳新智，93歲，中國古人類學家，中國科學院院士，古脊椎動物與古人類研究所研究員、原副所長。[152]

### 3日
- 新井满（日語：新井 満），75岁，日本作家、作曲家及歌手。吸入性肺炎。[153]
- 理查德·勒纳（英語：Richard Lerner），83岁，美国化学家，沃尔夫化学奖得主（1994年）。[154]
- 拉明·迪亚克（法語：Lamine Diack），88岁，塞内加尔跳远运动员，国际田径联合会主席（1999年-2015年）。[155]
- 霍斯特·埃克尔（德語：Horst Eckel），89岁，德国足球運動員，名人堂成员，最后一名离世的1954年世界杯冠军队成员。[156]
- 道格·博尔斯托夫（英語：Doug Bolstorff），90岁，美国篮球运动员。[157]
- 八奈見乘兒（日語：八奈見 乗児），90歲，日本聲優。[158]
- 让·布里亚纳（法語：Jean Briane），91岁，法国政治人物，国民议会议员（1971年-2002年）[159]
- 愛德華·D·宣姆斯（英语：Edward Shames），99歲，美國退役軍人，陸軍101空降師506傘兵團2營E連隊員中，曾參與二戰諾曼第大反攻作戰中最後一位離世軍官。[160]

### 2日
- 洪性宇，81岁，韩国政治人物，国会议员（1979年–1988年）。[161]
- 李志民，83歲，中國政治人物，国有重点大型企业监事会主席（2000年–2003年），第九、第十屆全國政協委員。[162]
- 费利切·萨利斯（義大利語：Felice Salis），83岁，意大利曲棍球运动员。[163]
- 达琳·哈德（英語：Darlene Hard），85岁，美国女子网球运动员。[164]
- 宋家骥，89岁，中国军事人物，原中国人民解放军防化研究院研究员。[165]
- 李天庆，98歲，中國教育家，澳門大學校長（1991年-1994年）。[166]

### 1日
- 周鹏（网名：鹿道森），26岁，中国摄影师，跳海自杀（遗体发现日期）。[167]
- 宋明昌，70岁，中国政治人物，原国家新闻出版广电总局党组成员。[168]
- 让·瓦诺伯根（英语：Grand Jojo），85岁，比利时歌手。[169]
- 第二代德納姆男爵伯特拉姆·鮑耶（英語：Bertram Bowyer, 2nd Baron Denham），94歲，英國政治人物、世襲貴族，上議院議員（1949年–2021年）。[170]